# 韦君宜
韦君宜（1917年10月26日—2002年1月26日），原名魏蓁一，女，湖北建始人，出生于北京，中华人民共和国作家及新闻编辑。

## 生平
少年时在天津南开中学读书。1934年秋考入北平清华大学哲学系。
1935年，在清华大学读书时投身一二·九运动，并参加中国共产党。在延安时期即从事中共新闻宣传及青年工作。后担任共青团中央、北京市委担任宣传部长和市文委主任。1954年，调任中国作家协会，曾任《文艺学习》、《人民文学》杂志主编，人民文学出版社总编辑、社长。

## 家庭
丈夫杨述，原名杨德基，曾任共青团中央宣传部部长、《中国青年报》社长。
女儿杨团。

## 著作
著有长篇回忆录《思痛录》，长篇小说《母与子》、《露沙的路》，中短篇小说集《老干部别传》，引日梦难温》、《女人集》，散文集《似水流年》、《故国情》、《海上繁华梦》、《我对年轻人说》等。2002年1月26日，在北京协和医院病逝，享年八十四岁。